# Ausschuss zur Wahrung der Rechte der Volksvertretung (Reichstag, Weimarer Republik)
Der Ausschuss zur Wahrung der Rechte der Volksvertretung (Überwachungsausschuss) (auch „Ausschuss zur Wahrung der Volksrechte“) war ein nach Art. 35 Abs. 2 der Weimarer Verfassung bestellter ständiger Parlamentsausschuss des Reichstags mit der Befugnis, sich als Untersuchungsausschuss zu konstituieren.
Aufgrund seines sperrigen Namens war der Ausschuss im Volksmund weithin als „Überwachungsausschuss“ bekannt.
Bekanntheit erlangte die Tätigkeit des Ausschusses als Untersuchungsausschuss (durch Konstituierung vom 27. September 1932) zur Aufklärung der Vorgänge während der 2. Sitzung des im Juli 1932 gewählten Reichstags (12. September 1932), wobei insbesondere die rechtliche Zulässigkeit der von der Regierung Papen am 12. September 1932 durch eine Verordnung des Reichspräsidenten vorgenommenen Auflösung des Reichstags geprüft werden sollte.

## Der Ausschuss als Institution

### Grundsätzliches
Der Ausschuss zur Wahrung der Rechte der Volksvertretung wurde durch die Weimarer Reichsverfassung von 1919 geschaffen, die in Artikel 35, Absatz 2, bestimmte, dass jeder neu zusammenkommende Reichstag einen solchen Ausschuss zwingend zu bestellen hätte, um die Rechte des Parlaments gegenüber der Reichsregierung zu vertreten. Neben dem Ausschuss für auswärtige Angelegenheiten war er der einzige Ausschuss mit Verfassungsrang.
In der Ursprungsfassung der Verfassung wurde dabei bestimmt, dass der Ausschuss zur Wahrung der Rechte der Volksvertretung „für die Zeit außerhalb der Tagung und nach Beendigung einer Wahlperiode einen ständigen Ausschuss“ zu bestellen sei. Durch Gesetz vom 15. Dezember 1923 wurde diese Formulierung erweitert, indem nach den Worten „einer Wahlperiode“ die Worte „oder der Auflösung des Reichstags bis zum Zusammentritt des neuen Reichstags“ eingefügt wurden.
Die Bestimmung, die den Ausschuss zur Wahrung der Rechte der Volksvertretung in der Weimarer Verfassung institutionalisierte, wurde auf Antrag der SPD von der Weimarer Nationalversammlung in diese aufgenommen: Der SPD schwebte vor, dass der Ausschuss die Kontrollfunktion, die der Reichstag gegenüber der Regierung einnehmen sollte, praktisch umsetzen sollte. Der Antrag zur Aufnahme des Ausschusses in die Verfassung wurde von der SPD zunächst in den Verfassungsausschuss der Nationalversammlung eingebracht, den er ohne Probleme passierte, stieß dann im Plenum der Nationalversammlung aber auf Kritik sowohl der Opposition als auch von Vertretern der Regierungsparteien DVP (Rudolf Heinze) und DDP (Walther Schücking). Diese machten geltend, dass eine Überwachung einer dem Parlament bereits verantwortlichen Regierung durch eine weitere Instanz überflüssig sei. Dabei wurde speziell der zunächst vorgeschlagene Name des Gremiums „Ausschuss zur Überwachung der Tätigkeit der Reichsregierung“ als verletzend für die Regierung getadelt. Die SPD stellte daraufhin einen Antrag auf Abänderung des Artikels dahingehend, dass der vorgesehene Ausschuss nicht als Ausschuss firmieren sollte, der der Überwachung der Regierung diene, sondern als Ausschuss, der die Aufgabe habe, die Rechte des Reichstags gegenüber der Regierung zu wahren. Diese geringfügige linguistische Abänderung sorgte für einen Konsens der Mehrheitsparteien in der Nationalversammlung zugunsten der Bestimmung, so dass die Nationalversammlung den Antrag, die Bestimmung, die den Ausschuss schuf und seine Aufgaben regelte, als Artikel 35, Absatz 2 in die Verfassung aufzunehmen, mit den Stimmen der Weimarer Koalitionsparteien (MSPD, DDP und Zentrum), die die Mehrheit der Stimmen in der Nationalversammlung auf sich vereinigten, annahm. Damit wurde der Ausschuss Bestandteil der Verfassung und (abstrakt) als physische und offizielle Institution geschaffen.
Der Ausschuss war mit den Rechten eines Untersuchungsausschusses ausgestattet (Artikel 35, Absatz 3 der Weimarer Verfassung). Gegenüber den übrigen Ausschüssen des Reichstages nahm er eine Sonderstellung ein.
Wie alle Reichstagsausschüsse konnte der Ausschuss die Anwesenheit des Reichskanzlers und jedes Ministers verlangen.
Die Geschäftsordnung des Reichstags zählte den Ausschuss zur Wahrung der Rechte der Volksvertretung zu den „ständigen Ausschüssen“ des Parlaments. Sie grenzte ihn und den Ausschuss für auswärtige Angelegenheiten, als den beiden in Art. 35 der Reichsverfassung genannten ständigen Ausschüssen, zugleich von den fünfzehn ständigen Ausschüssen nach §26 der Reichsverfassung ab.
Ludwig Gebhard präzisiert in seinem Handkommentar zur Reichsverfassung von 1919 aus dem Jahr 1932, dass der Ausschuss zur Wahrung der Volksvertretung, trotz seiner offiziellen Klassifizierung als „ständiger Ausschuss“ in der Geschäftsordnung, tatsächlich „nur in einem beschränkten Sinne ständig“ sei, weil er „nur für die Zeit bestellt“ sei, „in der der Reichstag nicht zu einer Tagung versammelt“ sei, nicht aber für die Zeiträume während einer Sitzungsperiode, während denen das Parlament tatsächlich tage.
Ein besonderes Charakteristikum des Ausschusses zur Wahrung der Rechte der Volksvertretung bestand demnach darin, dass dieser für die Zeit außerhalb der Tagungen des Reichstags sowie für die Zeit nach Beendigung einer Wahlperiode bzw. nach Auflösung des Reichstags bis zum Zusammentritt des neuen Reichstags bestellt wurde. Wie Gebhard in seinem Kommentar erläutert, „überdauerte“ der Ausschuss dadurch, dass er auch während der genannten Zeiträume tätig werden konnte, die Tagungen des Parlaments wie auch den für eine bestimmte Periode gewählten Reichstag.
Aufgrund ihrer Eigenschaft, auch in der Zeit zwischen dem Ende/der Auflösung eines Reichstags und dem Zusammentritt eines anderen Reichstags weiter zu existieren und tätig zu sein, waren der Ausschuss zur Wahrung der Rechte der Volksvertretung sowie der Ausschuss für auswärtige Angelegenheiten auch als die sogenannten „Zwischenausschüsse“ bekannt.
Aus der Eigenschaft des Ausschusses zur Wahrung der Rechte der Volksvertretung, auch in Zeiten, in denen der Reichstag nicht versammelt war, tagen zu können entstand im Mai 1923 ein grundsätzlicher Konflikt über die Frage, ob dem Ausschuss nach einer Reichstagsauflösung die ersatzweise Wahrnehmung allgemeiner parlamentarischer Rechte des aufgelösten Parlaments zukommen würde, wie zum Beispiel das Recht von der Regierung die Rücknahme von Notverordnungen zu fordern. Die Regierung Cuno traf zu dieser Zeit die Entscheidung, die Rechte des Ausschusses eng auszulegen und schuf die von allen Regierungen bis 1933 befolgte Leitlinie für die Interpretation der Weimarer Verfassung bezüglich der Befugnisse des Ausschusses. Thomas Raithel sah in der sich aus dieser Interpretation der Befugnisse des Ausschusses ergebenden Schwächung der politischen Position desselben einen Umstand, der sich negativ auf die Krise des deutschen Parlamentarismus während der Jahre 1930 bis 1933 auswirkte, da die Marginalisierung des Ausschusses einen möglichen "Ansatzpunkt blockiert" habe, um den "massiven Funktionsverlust im Bereich der parlamentarischen Kontrolle", der aus den langen Phasen des Nichtbestehens eines regulären Parlaments nach den wiederholten Reichstagsauflösungen der Jahre 1930 bis 1933 resultiert habe, zumindest teilweise abzufangen.
Rechtlich ungeklärt, aber durch die gelebte Tätigkeitspraxis bejaht, wurde die theoretische Frage, ob der Ausschuss zur Wahrung der Recht der Volksvertretung auch während einer nur tatsächlichen Unterbrechung der Tätigkeit des Reichstags (im Gegensatz zu einer offiziellen Unterbrechung) – also einem Zeitraum, während dem der Reichstag als Ganzer offiziell im Zustand ist, zu tagen, tatsächlich aber nicht zusammengetreten ist, wie z. B. während der Sommerferien – zusammentreten konnte.
Der langjährige Präsident des Reichstags, Paul Löbe, bewertete den Ausschuss zur Wahrung der Rechte der Volksvertretung einmal als den „wichtigste[n] Ausschuss des Reichstags“, weil er die für den Reichstag als Volksvertretung existentiell wichtige Aufgabe erfüllen würde, seine Rechte „in der parlamentslosen Zeit“ wahrzunehmen.

### Die gewaltsame Liquidierung des Ausschusses als Institution (Februar/März 1933)
Die letzten beiden Sitzung (mit Ausnahme einer späteren Sitzung, die sich auf die formelle Neukonstituierung beschränkte) des Ausschusses fanden am 7. Februar 1933 und am 14. Februar 1933 statt und gerieten jeweils zu einem Spektakel: Nach der Eröffnung der Sitzung vom 7. Februar durch den Vorsitzenden, den Sozialdemokraten Paul Löbe, ergriff der stellvertretende Vorsitzende, Hans Frank von der NSDAP, eigenmächtig das Wort und beschimpfte Löbe laut, weil dieser angeblich Hitler in öffentlichen Reden diffamiert hatte und forderte, dass "ein solcher Vorsitzender" unverzüglich "verschwinden" müsse, da er für die NSDAP-Fraktion untragbar sei. Da anschließend weitere nationalsozialistische Ausschussmitglieder begannen, Löbe mit Zurufen zu verunglimpfen und sie Bereitschaft signalisierten, die nicht-nationalsozialistischen Ausschussmitglieder tätlich anzugreifen, und nachdem Frank ankündigte, dass die nationalsozialistischen Abgeordneten fortan jede Sitzung des Ausschusses mit Gewalt unmöglich machen würden, kam der Sitzungsbetrieb völlig zum Erliegen. Löbe erklärte die Sitzung daher für unterbrochen. Auf Beschwerde der nicht-nationalsozialistischen Ausschussmitglieder beim Reichstagspräsidenten, Hermann Göring, machte dieser Zusicherungen, dass die nationalsozialistischen Vertreter im Ausschuss bei der nächsten Sitzung ein Wohlverhalten an den Tag legen würden, die als beruhigend empfunden wurden.
Die nächste Sitzung des Ausschusses, die am 14. Februar 1933 stattfand, wurde ebenfalls direkt nach ihrer Eröffnung durch Löbe von den anwesenden nationalsozialistischen Abgeordneten massiv durch Gebrüll und Beschimpfungen gestört, so dass es Löbe nicht möglich war mit der Abarbeitung der Tagungspunkte zu beginnen. Stattdessen erhob Hans Frank sich und erklärte, dass "der marxistische Verleumder Löbe" nicht mehr Vorsitzender des Ausschusses sei und dass "jetzt andere Zeiten gekommen" seien: Die Nationalsozialisten seien das deutsche Volk. Frank trat dann an Löbe heran und stieß ihn von dem Platz des Ausschussvorsitzenden weg, schlug dann auf die Klingel des Vorsitzenden und erklärte, dass er, Frank die Sitzung eröffne. Die Vertreter der SPD, der KPD und der bürgerlichen Parteien verließen daraufhin unter Beschimpfungen durch die nationalsozialistischen Abgeordneten den Sitzungssaal. Der DVP-Vertreter Albrecht Morath wurde sogar mit tätlicher Gewalt – er erhielt Schläge in den Rücken und das Gesicht – von einigen NS-Abgeordneten aus dem Raum gedrängt ("Mach dass du hinauskommst, du Marxist!"). Zurück blieben nur die nationalsozialistischen Abgeordneten und der Abgeordnete Oskar Hergt von der DNVP.
Die sozialdemokratische Presse machte noch geltend, dass das Verhalten der nationalsozialistischen Abgeordneten ein Verbrechen im Sinne der Paragrafen 105 und 106 des Strafgesetzbuches darstelle, auf das Zuchthaus von nicht weniger als fünf Jahren stehen würde. In der politischen Situation, die im Februar 1933 eingetreten war, blieb die gewaltsame Verhinderung der Tagung des Überwachungsausschusses durch die nationalsozialistischen Abgeordneten, trotz der Strafbarkeit, Angehörige gewählter Volksvertretungen daran zu hindern an Versammlungen der Vertretungen, denen sie angehören, teilzunehmen oder in diesen ihre Stimme abzugeben, jedoch für diese ohne Folgen.
Da der Ausschuss zur Wahrung der Rechte der Volksvertretung nach den Eklats, mit denen die Sitzungen vom 7. vom 14. Februar 1933 endeten, nicht mehr zu Sitzungen, in denen inhaltliche Fragen erörtert wurden, zusammenkam, endete seine praktische Tätigkeit und Wirksamkeit de facto mit den Zwischenfällen dieser Tage.
Das Ende des Ausschusses zur Wahrung der Rechte der Volksvertretung als Institution folgte im März 1933, als er im Zuge der Beseitigung des Parlamentarismus und der Errichtung der NS-Diktatur, faktisch zu existieren aufhörte: Nach der letzten bedingt freien Reichstagswahl im März 1933 wurden am 23. März 1933 zwar noch Vertreter der dem Reichstag angehörenden Parteien für den Ausschuss benannt und es fand an diesem Tag pro forma noch eine konstituierende Sitzung für den Ausschuss zur Wahrung der Rechte der Volksvertretung für die 8. Wahlperiode der Weimarer Republik statt. Der Ausschuss wurde anschließend aber nie wieder einberufen: Im Kontext der Auflösung aller Parteien im Deutschen Reich, mit Ausnahme der NSDAP, während der folgenden Monate, sowie der völligen Entmachtung des Reichstages, der vom Frühjahr 1933 bis 1945 nur noch als Dekorations- und Akklamationsorgan fortbestand, bedeutete dies, dass der Ausschuss faktisch im März/April 1933 als Institution zu existieren aufgehört hatte.
Auf dem Papier bestand der Ausschuss indessen fort, wobei Rudolf Heß von März 1933 bis zum 10. Mai 1941 als Vorsitzender des nie zusammenkommenden Ausschusses firmierte.

## Tätigkeit des Ausschusses im Zusammenhang mit den Ereignissen vom 12. September 1932

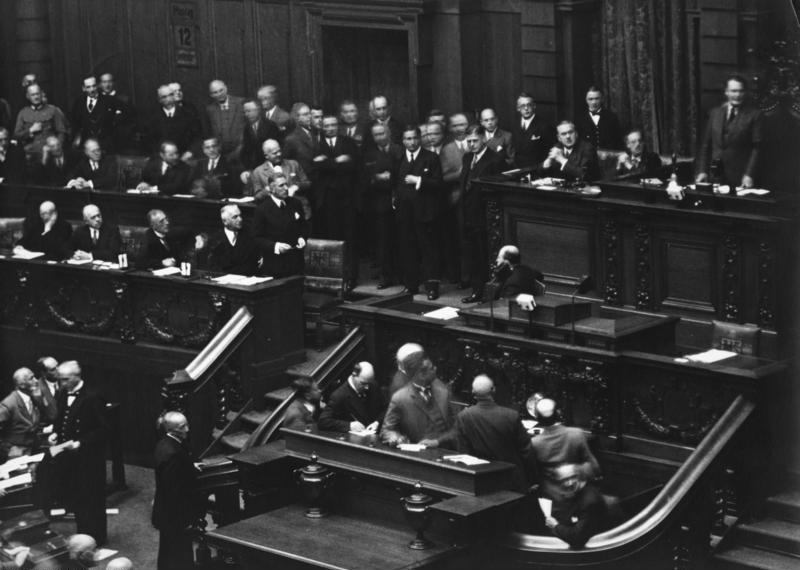
Reichstagssitzung vom 12. September 1932. Originalbildbeschreibung von 1932 „Der kritische Moment in der Reichstagssitzung vom 12.09.1932: der Kanzler meldet sich zum Wort“. Hermann Göring ist oben rechts im Bild zu sehen, wie er die Wortmeldung des Reichskanzlers Franz von Papen (etwa in der Mitte des Bildes, in der Regierungsbank, stehend) ignoriert und in die andere Richtung blickt.

Während der Reichstagssitzung vom 12. September 1932, in der eine Erklärung der amtierenden Regierung unter Franz von Papen über ihre Arbeit auf des Tagesordnung stand, brachte die kommunistische Fraktion im Reichstag überraschend einen Misstrauensantrag gegen die Regierung ein, worüber die Reichstagsabgeordneten abstimmen sollten. Als Reichskanzler Franz von Papen während der Sitzung – in dem Bestreben, eine solche Abstimmung zu verhindern – zu erklären versuchte, dass er vom Präsidenten dazu ermächtigt sei, den Reichstag aufzulösen, wurde seine Wortmeldung vom Reichstagspräsidenten Hermann Göring ignoriert. Stattdessen ließ Göring mit der Abstimmung beginnen. Nachdem ein Bote die Mappe mit der Auflösungsorder des Präsidenten für den Reichstag eilig herbeigeschafft hatte, trat Papen an den Präsidententisch des Parlaments heran und legte die Mappe mit der Order schließlich, da Göring ostentativ wegguckte und so tat, als würde er den Reichskanzler nicht bemerken, einfach vor Göring auf den Tisch und verließ sodann mit den anwesenden Regierungsministern den Saal.
Göring ließ die begonnene Abstimmung über den Misstrauensantrag zu Ende durchführen, die mit einer überwältigenden Niederlage der Regierung (ihr wurde mit 512 zu 42 Stimmen das Misstrauen ausgesprochen) endete. Er erklärte sodann, dass die Regierung aufgrund des vom Parlament angenommenen Misstrauensantrags amtsenthoben sei und somit nicht mehr befugt sei, eine vom Präsidenten angeordnete Auflösung des Reichstags vorzunehmen und dass die Auflösung des Reichstags damit nicht gültig sei. Die Regierung entgegnete darauf, dass die Abstimmung über den Misstrauensantrag, und damit auch das Ergebnis der Abstimmung, ungültig sei, da der Reichstag zu dem Zeitpunkt, als die Abstimmung durchgeführt wurde, bereits aufgelöst gewesen sei und dass die Abstimmung deshalb gar nicht hätte durchgeführt werden dürfen (bzw. es sich bei der „Abstimmung“ um eine rechtlich ungültige Abstimmung bzw. einen Vorgang, der keine Abstimmung im rechtlichen Sinne darstellen würde, gehandelt habe). Sie begründete dies damit, dass Papen sich noch bevor Göring die Erklärung „Nachdem sich vorhin kein Widerspruch gegen die neue Tagesordnung geltend gemacht hat, kommen wir jetzt zur Abstimmung über die Anträge Torgler [von der KPD eingebrachter Misstrauensantrag]. Wir stimmen ab.“ abgegeben habe, zu Wort gemeldet habe, um dem Parlamentsplenum mitzuteilen, dass er den Reichstag mit Ermächtigung des Präsidenten auflöse, was automatisch zur Folge gehabt hätte, dass eine Abstimmung gar nicht durchgeführt hätte werden dürfen, weil der Reichstag, noch bevor Göring seine Erklärung machte, bereits aufgelöst gewesen sei und ein aufgelöster Reichstag logischerweise nicht (mehr) befugt gewesen sei, eine solche Abstimmung durchzuführen (und folglich auch das Ergebnis der Abstimmung, zu deren Durchführung das Reichstagsplenum nicht befugt war, ungültig sei).
Während einer Sitzung des für den im Juli 1932 gewählten 6. Reichstag gebildeten Ausschusses zur Wahrung der Rechte der Volksvertretung, die am 13. September 1932 als Reaktion auf die Vorgänge des Vortags stattfand, teilte ein Beamter im Auftrag der Reichsregierung diesem mit, dass die Regierung an der Position festhalte, „daß das Vorgehen des Reichstagspräsidenten in der gestrigen Sitzung des Reichstags mit der Reichsverfassung und mit der Geschäftsordnung des Reichstags nicht vereinbar“ sei. Grund hierfür sei, dass die Vertreter der Reichsregierung gemäß der Verfassung berechtigt seien, „auch außerhalb der Tagesordnung, d.h. auch nach Schluß der Debatte, und zu jedem beliebigen Gegenstande das Wort zu ergreifen“. Der Reichstagspräsident hätte entgegen dieser Bestimmung und „trotz wiederholter Wortmeldung dem Reichskanzler das Wort nicht erteilt, obwohl eine Abstimmung noch nicht begonnen“ gehabt hätte. Es würde feststehen, dass erst nach der Wortmeldung des Reichskanzlers ein Antrag auf namentliche Abstimmung aus dem Plenum gestellt worden sei und dass der Reichstagspräsident diesen Antrag zugelassen habe, obwohl eine Abstimmung erst beginnen könnte, „nachdem festgestellt ist, worüber und in welcher Form abgestimmt werden soll“. Folglich hätte der Reichstagspräsident nach der Wortmeldung des Reichskanzlers keinen Beschluss auf namentliche Abstimmung herbeiführen dürfen. Hieraus ergebe sich, dass die Abstimmung zum Zeitpunkt der Wortmeldung des Reichskanzlers noch nicht begonnen gehabt habe und dass der Präsident selber die Abstimmung noch nicht als begonnen angesehen habe. Somit stünde fest, dass dem Reichskanzler „geschäftsordnungs- und verfassungswidrig das Wort versagt“ habe. Deshalb habe der Reichskanzler keine andere Wahl gehabt, als die Auflösungsverordnung dem Reichstagspräsidenten in der geschehenen Weise zu übergeben. Die Auflösung des Parlaments sei mit der Urkundenübergabe wirksam geworden, so dass „jede weitere Tätigkeit der noch versammelten Abgeordneten […] damit der verfassungsrechtlichen Grundlage“ entbehrt habe. Für die Regierung würde dies bedeuten, dass ein Beschluss des Reichstages über die Entziehung des Vertrauens de jure nicht existent sei, da der angebliche Beschluss, der ihr das Vertrauen entzogen habe von einem Reichstag gefasst worden sei, der bereits aufgelöst gewesen sei (und der somit nicht mehr existiert habe).
Hermann Göring als Reichstagspräsident brachte hingegen in einem Schreiben an den Reichskanzler vom 12. September 1932 zum Ausdruck, dass er die Auflösung des Reichstages nicht anerkennen würde. Die Regierung erklärte in diesem Zusammenhang am 13. September, dass sie die Einberufung des Ausschusses zur Wahrung der Rechte der Volksvertretung als in Widerspruch mit Görings Stellungnahme stehend ansehen würde, versicherte aber, dass sie jederzeit bereit sei, mit dem Ausschuss zur Wahrung der Rechte der Volksvertretung zu verhandeln, sobald Göring sein Schreiben vom 12. September 1932, d. h. seine Erklärung, dass er die Auflösung des Reichstags nicht anerkenne, zurückgezogen habe. Göring berief sich daraufhin darauf, dass er bereits am Abend des Vortags eine Presseerklärung abgegeben habe, dass er an seiner „Auffassung von der Ungültigkeit der Reichstagsauflösung nicht festhalten“ könne, weil er festgestellt habe, dass eine Auflösungsorder „auch von einem gestürzten Ministerium [Regierung] gegengezeichnet“ werden könnte, sofern der Reichspräsident dieses nicht entlassen habe.
Am 14. September 1932 trat der Ausschuss zu einer weiteren Sitzung zusammen, die zu dem Ergebnis gelangte, dass die Wortmeldung des Reichskanzlers zur Bekanntgabe der Auflösungsorder, entgegen der Auffassung der Reichsregierung, erst nach Beginn der Abstimmung über den Misstrauensantrag stattgefunden habe und daher eine Wortmeldung der Reichsregierung während der Abstimmung unzulässig gewesen sei und das Auflösungsdekret somit als „nach der Abstimmung wirksam geworden“ und das Ergebnis der Abstimmung daher als „zu Recht bestehend“ angesehen werden müsse. Der Ausschuss fasste daher den Beschluss, dass „Die Vorgänge in der Reichstagssitzung vom 12. September 1932 […] zu untersuchen“ seien.
Aufgrund dieses Beschlusses des Ausschlusses trat derselbe am 27. September 1932 erneut zusammen und konstituierte sich als Untersuchungsausschuss mit der Aufgabe, speziell zwei Fragen zu klären: „1. wie oft, in welcher Form und in welchem Zeitpunkte von einem Regierungsvertreter Wortmeldungen beim amtierenden Präsidenten erfolgt sind,“ und „2. wann und in welcher Form die Verordnung des Reichspräsidenten, betreffend Auflösung des Reichstags, zur Kenntnis des Reichstagspräsidenten gebracht wurde.“ Effektiv sollte der Ausschuss als Untersuchungsausschuss also prüfen, ob die Auflösung des Reichstags gültig sei (und somit Bestand habe) oder ob sie ungültig sei (und der Reichstag somit tatsächlich nicht aufgelöst sei).
In den nachfolgenden Anhörungen des Ausschusses versuchten beide Streitparteien im Wesentlichen, die Richtigkeit ihrer Sichtweise bezüglich der Reihenfolge der Ereignisse bzw. der Handlungen und Äußerungen der ausschlaggebenden Personen während der entscheidenden Momente der Sitzung nachzuweisen. Zu diesem Zweck wurden einige Personen als Zeugen vernommen, darunter mehrere während der Reichstagssitzung vom 12. September 1932 anwesende Regierungsmitglieder (u. a. Franz von Papen, Konstantin von Neurath und Wilhelm von Gayl sowie der Staatssekretär Erwin Planck), verschiedene Abgeordnete sowie während der Sitzung auf den Zuschauerrängen anwesende Pressevertreter (u. a. Walter Oehme) und Privatpersonen. Da sich die zu klärenden Vorgänge innerhalb weniger Sekunden abspielten, konnte selbst mit Hilfe von Schallplattenaufnahmen der Sitzung nicht zuverlässig festgestellt werden, ob Papen seine Wortmeldung vor der Erklärung Görings, dass er das Haus zur Abstimmung über den Misstrauensantrag schreiten lasse, vorgetragen habe, oder ob Göring seine Erklärung ausgesprochen habe, bevor Papen seine Wortmeldung einbrachte. So konnte die Streitfrage letztlich nicht mit Bestimmtheit geklärt werden.
Göring nahm vor dem Ausschuss den folgenden Standpunkt zu dem Vorgang ein:

„Nach dem Stenogramm […] ergibt sich, daß ich ohne Unterbrechung des Wortlauts gesagt habe: 'Nachdem sich vorhin kein Widerspruch gegen die neue Tagesordnung geltend gemacht hat,' – wenn jetzt noch einmal überhaupt jemand hätte Einspruch erheben wollen, so müßte es jetzt geschehen sein – 'kommen wir jetzt zur Abstimmung über die Anträge Torgler. Wir stimmen ab.' Das war in einem gesagt. Es war also hier für […] [den] Herr[n] Reichskanzler, gar nicht die Möglichkeit, selbst bei blitzartiger Erfassung der Situation, aufzustehen, sondern [sein] […] Aufstehen ist erfolgt […] nachdem ich gesagt habe: 'Wir stimmen ab.'“

Papen vertrat hingegen die Ansicht:

„Ich behaupte […], daß ich mich zum Wort gemeldet habe und auch das Dekret niedergelegt habe, bevor tatsächlich die Abstimmung eröffnet worden ist.“

Die Ergebnisse der Ausschusssitzung am 27. September 1932 fassten Paul Löbe (SPD) und Hermann Göring (NSDAP) in einem gemeinsamen Schreiben an den Reichskanzler zusammen. In diesem teilten sie mit, dass der Ausschuss „auf Grund der Untersuchung über die Vorgänge in der Reichstagssitzung am 12. September 1932“ vier Feststellungen getroffen habe, die wie folgt lauten würden:

„1. Der Reichskanzler von Papen hat sich erst zum Wort gemeldet, nachdem die Abstimmung vom Reichstagspräsidenten bereits eröffnet worden war. Das Verhalten des Reichstagspräsidenten entsprach sowohl der Reichsverfassung wie der Geschäftsordnung des Reichstags. Der Herr Reichskanzler hätte die Möglichkeit gehabt, sich rechtzeitig zum Wort zu melden. Aus den Ausführungen des Herrn Reichskanzlers als Zeuge ergibt sich für den Ausschuß die Feststellung, daß die Reichsregierung in verfassungswidriger Weise unter allen Umständen entschlossen war, den Reichstag noch vor der Abstimmung über Aufhebung von Notverordnungen und Mißtrauensanträgen zur Auflösung zu bringen.“

„2. Absicht des Reichskanzlers war, seine Regierungserklärung abzugeben und die Debatte stattfinden zu lassen, aber vor einer Abstimmung über Anträge auf Aufhebung der Notverordnung und Mißtrauensanträge die Auflösung des Reichstags herbeizuführen.“

„3. Dadurch, daß dem Antrag des Abgeordneten Torgler auf sofortige Vornahme der Abstimmung ohne Beratung zuerst niemand widersprach, erkannte der Reichskanzler die Möglichkeit, daß sofort abgestimmt werde.“

„4. Der Ausschuß hält an der schon am 13. September 1932 beschlossenen Auffassung fest, daß die Auflösung des Reichstags vom 12. September 1932 dem Sinn und Geist der Reichsverfassung widerspricht.“

Effektiv blieb diese Positionierung des Ausschusses indessen ohne Bedeutung. Denn: In der Praxis fügten sämtliche Parteien sich – obschon die an dem Ausschuss mitwirkenden Parteien es mehrheitlich in Frage stellten, dass die Parlamentsauflösung eine vollzogene Tatsache sei – in die Reichstagsauflösung als einer bestehenden Realität: Sämtliche Parteien anerkannten die Aufgelöstheit des Parlaments als de facto gegeben. Sie beteiligten sich am Wahlkampf vom 12. September bis Anfang November für die für den 55. Tag nach der Parlamentsauflösung angesetzte Neuwahl des Reichstags und trafen v. a. die formal erforderlichen Schritte für eine Teilnahme an einer Wahl für einen neuen Reichstag – und somit nach dem nicht mehr Bestehen des alten Reichstags –, wie die Aufstellung und amtliche Einreichung von Kandidaten (bzw. Kandidatenlisten) für Wahlkreise. Im Wesentlichen wurde die Tätigkeit des Ausschusses und seine Feststellungen von verschiedenen Parteien, v. a. von der NSDAP, benutzt, um die Regierung Papen anzugreifen und ihr Ansehen in der Bevölkerung, das nach dem für sie verheerenden Ausgang der Abstimmung ohnehin schwer erschüttert war, weiter zu schwächen. Insbesondere kam dabei zur Sprache, dass die Regierung eigentlich gar nicht mehr existieren würde, da sie rechtskräftig vom Parlament amtsenthoben sei.
Nach der Durchführung der Reichstagswahl November 1932 und zumal nachdem der neugewählte Reichstag am 6. Dezember 1932 offiziell zu seiner konstituierenden Sitzung zusammentrat, stellte der im September 1932 aus dem Ausschuss zur Wahrung der Rechte der Volksvertretung gebildete Untersuchungsausschuss seine Tätigkeit ein, da der Ausschuss, von dem er eine Ausformung darstellte, gemäß Artikel 35, Absatz 2, der Verfassung automatisch zu bestehen aufhörte, sobald der Reichstag, von dem der ihn bildende Ausschuss bestellt worden war (in diesem Fall der im Juli 1932 gewählte 6. Reichstag der Weimarer Republik), durch Zusammentritt eines neuen Reichstages abgelöst werden würde, womit der Untersuchungsausschuss auch automatisch zu bestehen aufhörte. Hinzu kam, dass seine Tätigkeit zu diesem Zeitpunkt aufgrund der inzwischen eingetretenen Situation auch de facto hinfällig geworden war.

## Mitglieder
Zu den namentlich bekannten Mitgliedern des Ausschusses für die Zeit seit der Konstituierung des am 30. Juli 1932 gewählten 6. Reichstages gehörten: Der langjährige Reichstagspräsident Paul Löbe (SPD), der den Vorsitz über den Ausschuss für diese Wahlperiode (und darüber hinaus bis zur Neukonstituierung des Reichstags) führte, sowie als in den Protokollen der Ausschusssitzungen erwähnte Mitglieder: Hans Frank (NSDAP), Joseph Goebbels (NSDAP), Wilhelm Hoegner (SPD), Ludwig Marum (SPD), Ernst Oberfohren (DNVP), Joseph Pfleger (BVP), Otto Schmidt-Hannover (DNVP), Ernst Torgler (KPD) und Hans Wolkersdörfer (NSDAP).
Zwar nicht in den Protokollen des Ausschusses erwähnt, aber durch andere Quellen, gesichert ist, dass der spätere Staatsratsvorsitzende der Deutschen Demokratischen Republik, Walter Ulbricht, dem Ausschuss seit September 1932 als Vollmitglied (zuvor war er stellvertretendes Mitglied gewesen) angehörte.
Ebenfalls überliefert ist, dass der Nationalsozialist Edmund Heines ab Oktober 1932 zu den Ausschussmitgliedern gehörte. Dieser nutzte seine Zugehörigkeit zu dem Ausschuss sogar als Grundlage um Immunität gegen strafrechtliche Verfolgung bzw. Bestrafung geltend zu machen: Im November 1932 wurde Heines von einem preußischen Gericht der Begünstigung von mehreren SA und SS-Männern für schuldig befunden, die im August 1932 versucht hatten, einen sozialdemokratischen Journalisten mit Sprengstoff zu ermorden, weil er diesen nach ihrer Tat dabei geholfen hatte, sich vor den Behörden zu verstecken. Als Strafe hierfür legte das Gericht ihm eine Haftstrafe von 6 Monaten auf. Während der Urteilsverkündung erhob Heines sich, nach der Verlesung des Tenors des Urteils durch den vorsitzenden Richter, trat an den Richtertisch heran an und erklärte laut, dass das gegen ihn verhängte Urteil ungültig sei, weil er aufgrund seiner Zugehörigkeit zum Reichstagsausschuss zur Wahrung der Volksrechte besondere Immunität genieße. Zum Beleg legte er eine von Hermann Göring unterzeichnete Erklärung auf den Richtertisch, indem dieser als Reichstagspräsident bestätigte, dass Heines Mitglied des Ausschusses sei. Die Richter erklärten daraufhin, dass das Urteil gegen ihn ausgesetzt sei, bis sie sich Klarheit über die ungewöhnliche Rechtslage verschafft hätten. Heines konnte daraufhin das Gericht ungehindert verlassen. In der linken und in der liberalen Presse wurden Stellungnahmen veröffentlicht, die den Vorfall als einen Skandal bewerteten.
Aus dem Bericht über die letzte Zusammenkunft des Ausschusses am 7. Februar 1933 in den Memoiren von Wilhelm Hoegner sind eine Anzahl von Personen zu entnehmen, die dem Ausschuss für den im November 1932 gewählten 7. Reichstag der Weimarer Republik angehörten: Hoegner nennt außer sich selbst als Mitglieder für diesen Zeitraum (Dezember 1932 bis März 1933): Rudolf Breitscheid, Hans Frank (NSDAP), Edmund Heines (NSDAP), Paul Hertz (SPD), Heinrich Himmler (NSDAP), Paul Löbe (SPD, weiterhin als Ausschussvorsitzenden), Friedrich Stampfer (SPD), Julius Streicher (NSDAP), Hans Vogel (SPD).
Für den Ausschuss zur Wahrung der Rechte der Volksvertretung in dem im März 1933 gewählten 8. Reichstag ist überliefert, dass Rudolf Heß das Amt des Vorsitzenden des Ausschusses übernahm. Außerdem hat sich eine Bescheinigung des Reichstagsbüros vom November 1933 erhalten, der zufolge Robert Ley dem Ausschuss als stellvertretendes Mitglied angehörte.

## Überlieferung
Im Bundesarchiv haben sich zwei im Bestand R 101 (Reichstag des Deutschen Reiches) zwei Akten mit "Verhandlungen des ständigen Ausschusses zur Wahrung der Rechte der Volksvertretung (Überwachungsausschuss)" erhalten: Eine Akte (R 101/1162), die die Unterlagen des Ausschusses von 1919 bis Juli 1932 sammelt, und eine weitere Akte (R 101/1163), die die Unterlagen von August 1932 bis Ende 1933 sammelt.
Abschriften von einzelnen Protokollen und sonstigen Schriftstücken des Ausschusses, die sich in den Akten der Reichskanzlei (Bestände R 43-I und R 43-II) befinden, sind der breiten Öffentlichkeit vom Bundesarchiv durch die Quellenedition "Akten der Reichskanzlei" zugänglich gemacht worden: In verschiedenen der Bände mit edierten Unterlagen zu den Regierungen der Jahre 1919 bis 1933, die das Bundesarchiv seit den 1980er Jahren veröffentlicht hat, sind diese Schriftstücke mit erläuternden Fußnoten abgedruckt worden. Außerdem hat das Bundesarchiv Abschriften dieser Dokumente seit etwa 2010 auch auf seiner Website barrierefrei online gestellt, so dass sie von jedermann mit einem Internetzugang gelesen werden können.